# Tân Phú (district in Đồng Nai)
Tân Phú is een district in de Vietnamese provincie Đồng Nai. Het ligt in het zuidoosten van Vietnam. Het zuidoosten van Vietnam wordt ook wel Dông Nam Bô genoemd.
Het district heeft een oppervlakte van 773 km² en telt 161.000 inwoners (2004).

## Administratieve eenheden
- Thị trấn Tân Phú
- Xã Đắc Lua
- Xã Nam Cát Tiên
- Xã Núi Tượng
- Xã Phú An
- Xã Phú Bình
- Xã Phú Điền
- Xã Phú Lâm
- Xã Phú Lập
- Xã Phú Lộc
- Xã Phú Sơn
- Xã Phú Thanh
- Xã Phú Thịnh
- Xã Phú Trung
- Xã Phú Xuân
- Xã Tà Lài
- Xã Thanh Sơn
- Xã Trà Cổ